# Bandiera della Mongolia
La bandiera della Mongolia è stata adottata il 12 febbraio 1992. È simile alla versione del 1945, ad eccezione della rimozione della stella socialista. La bandiera è composta da tre bande verticali di uguali dimensioni, blu, simbolo del cielo e colore nazionale, quella centrale e rosse quelle ai lati. Al centro della banda rossa sul lato del pennone, in giallo, è posto l'emblema nazionale ("sojombo") - una disposizione di elementi astratti che rappresentano fuoco, Sole, Luna, Terra, acqua e il simbolo dello yin-yang.
È usata come bandiera di comodo.

## Bandiere storiche

Bandiera della Mongolia (1911-1921)
Bandiera della Mongolia (1921-1924)
Bandiera della Repubblica Popolare Mongola (1924-1930)
Bandiera della Repubblica Popolare Mongola (1930-1940)
Bandiera della Repubblica Popolare Mongola (1940-1945)
Bandiera della Repubblica Popolare Mongola (1945-1992)
Bandiera della Mongolia dal 1992 al 2011 (priva della stella gialla in alto)
Attuale bandiera della Mongolia, simile a quella adottata nel 1992 ma con una gradazione più scura dei colori (2011-)